# Camiel Eurlings
Camiel Martinus Petrus Stephanus (Camiel) Eurlings (Valkenburg, 16 september 1973) is een voormalig Nederlands bestuurder en politicus.
Eurlings was namens het Christen-Democratisch Appèl (CDA) lid van de Tweede Kamer der Staten-Generaal en het Europees Parlement. Van 2007 tot 2010 was hij minister van Verkeer en Waterstaat in het kabinet-Balkenende IV. Vanaf begin 2011 was hij werkzaam bij de KLM, van juli 2013 tot oktober 2014 als president-directeur. Tussen september 2013 en januari 2018 was Eurlings lid van het Internationaal Olympisch Comité.

## Levensloop
Eurlings is de oudste zoon van Martin Eurlings, oud-lid van Gedeputeerde Staten van de provincie Limburg en tussen 2007 en 2017 (waarnemend) burgemeester van Valkenburg aan de Geul. Hij groeide op in Valkenburg.
Na het gymnasium in Maastricht begon Eurlings in 1991 aan een studie technische bedrijfskunde in Eindhoven. Daarnaast was hij politiek actief in zijn woonplaats. Op 12 april 1994 werd hij, op 20-jarige leeftijd, gekozen tot gemeenteraadslid van Valkenburg aan de Geul. Dit maakte hem op dat moment het jongste gemeenteraadslid ooit van Nederland.

### Tweede Kamer
In 1998 studeerde hij cum laude af aan de Technische Universiteit Eindhoven (technische bedrijfskunde). Datzelfde jaar bereikte hij bij het CDA een plek op de kieslijst voor de Tweede Kamerverkiezingen. Hoewel hij aanvankelijk op een onverkiesbare plaats stond, kwam hij toch in het parlement terecht na een intensieve campagne met voorkeurstemmen. Hij maakte deel uit van het fractiebestuur en werd woordvoerder Europese Zaken, Buitenlandse Zaken en Verkeer en Waterstaat.

### Europees Parlement
Tijdens de verkiezingen voor het Europees Parlement in 2004 was Eurlings lijsttrekker voor het CDA. Met zijn dertig jaar was hij de jongste lijsttrekker voor de Europese verkiezingen.
Na te zijn gekozen, werd Eurlings voorzitter van de CDA-delegatie en hield hij zich bezig met Buitenlandse Zaken, Burgerlijke Vrijheden, Justitie en Binnenlandse Zaken. Ook was hij voorzitter van de EU-Rusland Commissie en was hij de Europees rapporteur voor Turkije.

### Minister
Vanaf 2007 was Eurlings minister van Verkeer en Waterstaat in het kabinet-Balkenende IV. Hij was de jongste minister van dit kabinet en (na Jan van den Brink en Jan Pronk) derde op de lijst van jongste Nederlandse ministers na 1815. In 2009 presenteerde Eurlings de plannen voor het 'rekeningrijden': de kilometerheffing. Hij werd vanwege zijn doortastende file-aanpak de populairste minister onder ondernemers.
Eurlings werd vaak gezien als 'kroonprins' van het CDA. In de aanloop naar de Tweede Kamerverkiezingen 2010 werd hij genoemd als mogelijke opvolger van Jan Peter Balkenende als partijleider. Op 11 maart 2010 gaf hij echter aan zich terug te trekken uit de politiek en zich niet verkiesbaar te stellen voor de verkiezingen, omdat hij meer tijd aan zijn privéleven wilde besteden en een gezin wilde stichten. De relatie met zijn vriendin liep ruim een jaar later stuk.

### Zakelijke carrière
Eurlings trad in april 2011 toe tot de vierkoppige directie van KLM, de Nederlandse tak van de holding Air France-KLM, waar hij begon als managing director van KLM en als chairman van de vrachtdivisies van Air France en KLM. Tevens maakte hij sindsdien deel uit van de raad van bestuur van Air France-KLM. Sinds 1 juli 2013 was Eurlings de CEO en daarmee president-directeur van KLM. Bij het jaarlijkse MT500-onderzoek van Management Team werd Camiel Eurlings door zakenmensen verkozen tot 'Beste Bestuurder van 2014'. Hoewel zijn contract doorliep tot april 2015, vertrok Eurlings in oktober 2014 bij KLM.
Eurlings vervulde in die jaren ook een aantal andere functies. Van 2011 tot en met 2014 was hij lid van het dagelijks bestuur van VNO-NCW. Hij was ook lid van het Alliance Steering Committee van de raad van bestuur van Gol Transportes Aéreos (Brazilië) in 2013 en 2014. In 2015 liet Eurlings weten dat hij sinds januari van dat jaar lid was van de raad van bestuur van American Express Global Business Travel. Hij trad volgens zijn LinkedIn-pagina terug uit deze positie in januari 2017.
In februari 2018 begon Eurlings als adviseur van de raad van bestuur van Knighthood Capital, een organisatie met vestigingen in Abu Dhabi, Genève en Malta. In september van dat jaar werd hij gevraagd om directeur te worden. In augustus 2021 werd Eurlings benoemd als lid van de raad van commissarissen van Bonaire International Airport.

### Sportbestuur
Eurlings was van september 2011 tot en met december 2012 voorzitter van het Olympisch Plan 2028. In die hoedanigheid probeerde hij de Olympische Spelen van 2028 naar Nederland te halen. Het kabinet-Rutte II wees eind 2012 de kandidatuur af vanwege de hoge kosten.
Toenmalig kroonprins en IOC-lid Willem-Alexander en voormalig IOC-lid Hein Verbruggen maakten zich sterk voor de kandidatuur van Eurlings als IOC-bestuurder en op 10 september 2013 werd hij in Buenos Aires tijdens de 125e IOC Sessie op persoonlijke titel gekozen als lid van het Internationaal Olympisch Comité. Hij was vanaf het begin lid van de IOC Financiën Commissie. In mei 2015 werd hij daarnaast gekozen tot voorzitter van de nieuwe IOC Communicatie Commissie.

### Beschuldigd van mishandeling
Op 5 januari 2018 trad Eurlings af bij het IOC wegens publiciteit over de beschuldiging van mishandeling van een voormalige vriendin. IOC-President Thomas Bach betreurde Eurlings’ beslissing om terug te treden en prees zijn grote inzet voor hervormingen van de IOC-organisatie. 'Daarmee wordt het makkelijker gemaakt voor kleine landen om de Olympische Spelen te organiseren'.
De beschuldiging van mishandeling werd buitengerechtelijk afgedaan. Deze schikking, middels een zogenaamde transactie, was zonder vaststelling van schuld door het Openbaar Ministerie en zonder erkenning van schuld door Eurlings. Deze schikking leidde formeel niet tot een strafblad.

## Persoonlijk
Eurlings is lid van de Rooms-Katholieke Kerk. In zijn vrije tijd houdt hij zich bezig met wielrennen en hardlopen.

## Onderscheidingen
- Officier in de Orde van Oranje-Nassau (3 december 2010)
- Ridder in de Orde van het Heilig Graf van Jeruzalem (30 oktober 2010)[31]